# Ineni (Königin)

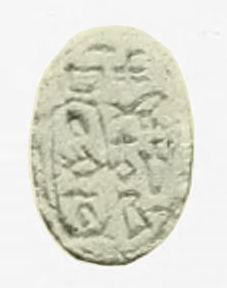
Skarabäus der Ineni

Ineni (auch Ini) war eine altägyptische Königin der 13. Dynastie, die um 1700 v. Chr. regierte.
Ineni ist bisher nur von einer Reihe von 24 Skarabäen und einem Siegelabdruck bekannt, die stilistisch in die 13. Dynastie datieren. Sie ist damit die am besten bezeugte Königin der 13. Dynastie. Auf den Siegeln trägt sie die Titel „Große Königsgemahlin“ und „Die mit der Weißen Krone vereinigt ist“. Der Name ihres königlichen Gemahls ist nicht überliefert, doch wird meist angenommen, dass es Merneferre Aja war, da dieser König die höchste Anzahl erhaltener Skarabäen aus der 13. Dynastie hat.